# Masaki Yanagawa
Masaki Yanagawa (født 1. maj 1987) er en japansk tidligere professionel fodboldspiller.
Han har spillet for flere forskellige klubber i sin karriere, herunder Vissel Kobe, Ventforet Kofu, Thespa Kusatsu, Tochigi SC og Gainare Tottori.